# Marc Wiltz
 (mai 2025).
Marc Wiltz, né en 1961 à Saint-Mandé, est un écrivain et un éditeur français.

## Œuvres littéraires
- Le Tour du monde en 80 livres, 2011, Éditions Magellan & Cie  (ISBN 978-2-35074-195-6)
- Il pleut des mains sur le Congo - Léopold II ou le crime de masse occulté, 2015, Éditions Magellan & Cie (ISBN 978-2-35074-311-0)
- Le lotus rouge, 2020, Éditions Magellan & Cie  (ISBN 978-2-35074-612-8)
- Magellan : Dictionnaire d'une épopée révolutionnaire - Merveilles du Monde, 2024, Éditions Magellan & Cie  (ISBN 978-2-35074-719-4)

Il a aussi participé à une quarantaine d’ouvrages sous forme de contributions photographiques, préfaces ou appareils critiques.